# Im Schatten des Korsen
Im Schatten des Korsen ist ein US-amerikanischer Abenteuerfilm aus dem Jahr 1953 von Raoul Walsh mit Yvonne De Carlo und Rock Hudson in den Hauptrollen. Das Drehbuch wurde von dem Roman Die Arbeiter des Meeres von Victor Hugo inspiriert. Den Verleih übernahm RKO Radio Pictures.

## Handlung
In einer Nacht im Jahr 1800 sind die Fischer Gilliat und Willie von der Kanalinsel Guernsey, die aufgrund der Kriege unter Napoleon zu einem Leben als Schmuggler gezwungen sind, überrascht, als eine schöne Frau in ihre Bucht rudert und nach Lethierry fragt, einem einheimischen Aristokraten. Gilliat besteht darauf, die Frau zu Lethierrys Haus zu begleiten, ohne zu wissen, dass es sich bei ihr um eine englische Spionin namens Drouchette handelt. Nachdem Drouchette und Lethierry Einzelheiten ihrer Mission besprochen haben – sie soll sich als die Gräfin de Remuset, die jetzt in London inhaftiert ist, ausgeben und Informationen über die französische Marine beschaffen –, geht Drouchette zu einem Gasthaus, um Rantaine zu finden, Gilliats Geschäftsrivalen, der sie nach Frankreich bringen soll. Gilliat und Willie sind ebenfalls im Gasthaus und bevor Drouchette mit Rantaine gehen kann, gerät Gilliat mit diesem in Streit. Nachdem Gilliat Rantaine bewusstlos geschlagen hat, bezahlt Drouchette Gilliat, damit er sie nach Frankreich bringt. Auf See ändern Willie und Gilliat jedoch plötzlich ihren Kurs, woraufhin Drouchette „gesteht“, dass sie ihren Bruder aus einem französischen Gefängnis retten will. Von Drouchettes Geschichte berührt, steuert Gilliat sein Boot zurück nach Frankreich und gibt ihr nach der Landung das Geld zurück.
Drouchette erscheint im Schloss der Gräfin und trifft ihren Kontaktmann, den Butler Ragan. Ragan informiert Drouchette, die der echten Gräfin sehr ähnlich sieht, dass sie General Latour, den Leiter des französischen Spionagenetzwerks, sowie Fouché, den listigen Polizeichef, treffen soll. Am nächsten Tag, als Drouchette mit dem General ein Krankenhaus besichtigt, entdeckt Gilliat sie und erfährt, dass sie die Gräfin ist. Gilliat ist sich der Lage Latours bewusst und befürchtet das Schlimmste. Kurz bevor er mit Willie und einer Ladung Brandy nach Hause segelt, schleicht er sich in das Schloss und entführt Drouchette. Als sie nach Guernsey segeln, schreit Gilliat die Spionin an, weil sie ihn ausgetrickst hat, und weigert sich, ihre Erklärungen anzuhören. Nachdem Gilliat Drouchette an Lethierry ausgeliefert hat, arrangiert dieser heimlich mit Rantaine, dass Drouchette, die am nächsten Abend Napoleon treffen soll, nach Frankreich zurückgeschickt wird. Gilliat beginnt unterdessen, Mitleid mit Drouchette zu haben, von der er annimmt, dass sie gehängt werden wird. Als er sie in Rantaines Boot abreisen sieht, schwimmt er hinterher. Gilliat geht an Bord und kämpft gegen Rantaine und dessen Handlanger Blasquito, der Gilliat schließlich niederschlägt. Als Rantaine ankündigt, dass er Gilliat töten wird, interveniert Drouchette und behauptet, dass für Gilliats Ergreifung eine Belohnung von 1.000 Pfund ausgesetzt sei. Später versucht Drouchette, den gefesselten Gilliat von ihrer Unschuld zu überzeugen, aber er weigert sich immer noch, zuzuhören. Trotz Gilliats Wut gesteht Drouchette ihm ihre Liebe und küsst ihn, springt dann über Bord und schwimmt zur Schlossbucht.
Am nächsten Tag trifft Drouchette Fouché, der gekommen ist, um die Sicherheit im Schloss zu überprüfen, da Napoleons Besuch bevorsteht. Drouchette täuscht Fouché, bis ein Diener erwähnt, dass das gesamte Schlosspersonal kurz vor der Rückkehr der Gräfin ausgetauscht wurde. Fouché ist nun misstrauisch und verabredet sich mit dem Nachbarn der Gräfin, Baron de Vaudrec, für den nächsten Tag mit Drouchette zu Abend zu essen und sie über ihre Vergangenheit auszufragen. An diesem Abend bezaubert Drouchette Napoleon und lauscht, als er seinen Offizieren seine Pläne für die französische Flotte offenbart. Bevor Drouchette die Informationen an Ragan weitergeben kann, trifft der Baron ein und stellt fest, dass sie eine Betrügerin ist. Fouché sperrt Drouchette in den Kerker des Schlosses und informiert Napoleon, der die Exekution der Spionin fordert. Ragan hat jedoch Napoleons Gespräch belauscht und schickt eine Brieftaubennachricht zu Lethierry, bevor er von Fouché erschossen wird. Nachdem Lethierry die Nachricht erhalten hat, befiehlt er Gilliat, Willie und Rantaine, die er alle wegen verschiedener Anklagen inhaftiert hat, sie zu retten, und sendet eine verschlüsselte Brieftaubenantwort an Ragan.
Fouché fängt Lethierrys Nachricht ab, in der Drouchettes Flucht beschrieben wird. Als er den Code jedoch nicht entschlüsseln kann, bietet er Drouchette an, ihr Leben zu verschonen, wenn sie die Nachricht für ihn entschlüsselt. Drouchette gibt Fouché falsche Informationen, und Fouché gibt vor, getäuscht worden zu sein. Er lässt sie verfolgen, als sie sich davonschleicht. Gilliat ist inzwischen von Bord gegangen und befragt seinen französischen Brandy-Lieferanten über Ragan, als Rantaine, der beschlossen hat, Informationen an die Franzosen zu verkaufen, ihn mit vorgehaltener Waffe konfrontiert. Rantaine fesselt Gilliat, aber Willie erscheint und erschießt den Verräter, gerade als die verfolgte Drouchette sie findet. Gilliat und Willie schaffen es, Fouché und seine Soldaten lange genug aufzuhalten, um mit Drouchette zu fliehen. Zusammen schwimmen sie alle zu Gilliats wartendem Boot. Später, als ihre Freiheit gesichert ist, genießen Gilliat und Drouchette einen leidenschaftlichen Kuss.

## Hintergrund
Gedreht wurde der Film ab Mitte August 1952. Innenaufnahmen wurden in den Nettleford-Studios in Walton-on-Thames erstellt. Der Großteil des Films wurde auf und um die Kanalinseln gedreht. Coronado lieh sich Yvonne De Carlo von Universal Pictures für die Produktion aus. Produzent David E. Rose war Geschäftsführer und Vorstandsvorsitzender von Coronado, einem britischen Unternehmen mit Sitz im Vereinigten Königreich und den USA.
Wilfred Shingleton oblag die künstlerische Leitung mit John Hoesli als seinem Assistenten. Peter Newbrook arbeitete als Kameraführer, Muir Mathieson dirigierte das Orchester.

## Synchronisation
Die deutsche Synchronfassung entstand im Auftrag der Simoton Film GmbH unter der Dialogregie von Richard Busch, der auch das Dialogbuch verfasste.
| Rolle            | Schauspieler       | Deutscher Synchronsprecher |
| ---------------- | ------------------ | -------------------------- |
| Drouchette       | Yvonne De Carlo    | Tilly Lauenstein           |
| Gilliatt         | Rock Hudson        | Horst Niendorf             |
| Rantaine         | Maxwell Reed       | Curt Ackermann             |
| Lethierry        | Denis O’Dea        | Wolf Martini               |
| Ragan            | Michael Goodliffe  | Friedrich Joloff           |
| Willie           | Bryan Forbes       | Wolfgang Gruner            |
| Fouché           | Jacques B. Brunius | Erich Fiedler              |
| Benson           | Ivor Barnard       | Otto Stoeckel              |
| Baron de Baudrec | Arthur Wontner     | Walter Werner              |
| Napoleon         | Gérard Oury        | Paul Wagner                |
| Zollbeamter      | Michael Mulcaster  | Knut Hartwig               |

Anmerkung: Die kursiv geschriebenen Namen sind Rollen und Darsteller, die nicht im Abspann erwähnt wurden.

## Veröffentlichung
Die Premiere des Films fand im April 1953 in London statt. In den USA erfolgte der Kinostart am 23. Mai 1953, in der Bundesrepublik Deutschland am 23. März 1954 in die Kinos, in Österreich im Mai 1955.

## Kritiken
Der Filmkritiken-Aggregator Rotten Tomatoes hat in einer Auswertung ein Publikumsergebnis von 57 Prozent positiver Bewertungen ermittelt.
Bosley Crowther von der The New York Times schrieb, dass der Film trotz seiner extravaganten Kostüme, Farbfotografie und der Darstellung kühner und verzweifelter Taten in den Kriegen zwischen England und Frankreich eine platte und langweilige Abhandlung vieler Abenteuerfilm-Klischees sei.
Das Lexikon des internationalen Films schrieb: „Mäßig inszeniertes Kostümabenteuer mit einigen guten Actionpassagen.“
Die Filmzeitschrift Cinema befand: „Das actionreiche Abenteuer, gedreht vor der Kulisse der englischen Kanalinseln, ist nicht originell, aber unterhaltsam. Dafür sorgt allein schon Rock Hudson in einer seiner ersten Hauptrollen. Fazit: Gefällig, unbeschwerlich und schnell vergessen.“